# Sinopesa
Sinopesa is een spinnengeslacht in de taxonomische indeling van de bruine klapdeurspinnen (Nemesiidae).
Sinopesa werd in 1995 beschreven door Raven & Schwendinger.

## Soorten
Sinopesa omvat de volgende soorten:
- Sinopesa guangxi Raven & Schwendinger, 1995
- Sinopesa kumensis Shimojana & Haupt, 2000
- Sinopesa maculata Raven & Schwendinger, 1995